# Марта Димек
Марта Димек (пол. Marta Dymek; 3 липня 1990 Вроцлав) — польська шеф-кухар, автор кулінарних книг і блогу «Ядлономія» (пол. «Jadłonomia») та активістка веганства, публіцистка та культурознавиця.

## Біографія

### Юність
Народилася і виросла у Вроцлаві. Випускниця XIV Загальноосвітнього ліцею у Вроцлаві, навчалася в Інтерфаку індивідуальних досліджень гуманітарних наук в Вроцлавському університеті та гендерних досліджень в Інституті літературних досліджень Польської академії наук. Після закінчення навчання переїхала на постійно у Варшаву.

### Кулінарна діяльність
У 2010 році заснувала кулінарний блог «Jadłonomia», в якому ділилась рецептами, ілюстрованими малюнками. У 2013 році отримала нагороду «Блог року» в категорії «Кулінарія» для блогу. Отримавши нагороду, дебютувала в пресі в журналі «Кухня», ведучи там колонку зі своїми рецептами, і незабаром після цього видала свою дебютну книгу під назвою «Ядлономія. Овочева кухня. 100 рецептів не тільки для веганів». У вересні 2015 року книгу було показано у польському павільйоні на EXPO в Мілані. За два роки книгу було продано накладом понад 250 000 примірників. Видання має шість перевидань і досі поновлюється.
Після публікації книги Димек почала створювати рецепти та статті, в тому числі для нью-йоркського кулінарного квартального журналу "Chickpea Magazine, «Журнал Смак», «Джерело», «Твій Стиль», «Кукбуку» та «Газета Виборча». Також отримала власну колонку в журналі «Кухня. Журнал для гурманів», у наступні роки почала постійно друкуватись у «Пшекруй» (пол. Przekrój) та «Vogue Polska». У 2014 році розпочала власну програму веганської кулінарії на «Кухня+» під назвою «Зелена революція Марти Димек». Це була перша повноформатна вегетаріанська програма про кулінарію в Польщі. У 2018 році було зафіксовано шостий сезон програми, який реалізовувався в Таїланді і є першою в Європі телевізійною програмою подорожей та кулінарії, повністю присвяченою вегетаріанській кухні.
У 2015—2017 роках читала лекції з харчових досліджень в Університеті соціальних та гуманітарних наук у Варшаві.
Її блог нараховує понад мільйон переглядів щомісяця і протягом кількох років регулярно згадується як найвпливовіший польський кулінарний блог.
У 2017 році вийшла її друга кулінарна книга під назвою «Нова Ядлономія. Овочеві рецепти з усього світу». Перше видання книги, тираж якого налічував 30 000 примірників, закінчився за 10 днів. У 2019 році книга вийшла у Німеччині під назвою «Zufällig vegan».

### Діяльність, пов'язана з активізмом
Вона є послом кампанії We Grow яка є частиною асоціації «Відкриті клітки», визнаної однією з найефективніших асоціацій захисту тварин у світі Animal Charity Evaluators, членом якої є Пітер Сінгер. Їй близькі ідеї прагматичного веганства та ефективного альтруїзму.

## Погляди
З початку своєї діяльності Димек говорить про овочеву кухню. Підкреслює, що таким чином хоче заохочувати вегетаріанство та веганство. На запитання прямо про веганство, вона наголошує на впливі інтенсивного скотарства на навколишнє середовище і посилається як на етичнітак і на екологічні аргументи.

## Публікації
- «Ядлономія. 100 рецептів не тільки для веганів» (Видавництво «Дві Сестри», 2014)
- «Нова Ядлономія. Овочеві рецепти з усього світу» (Видавництво «Маргінеси», 2017)